# Boulengerula taitana
Espèce
Synonymes
- Boulengerula taitanus Loveridge, 1935

Statut de conservation UICN

 EN B1ab(iii)+2ab(iii) : En danger
Boulengerula taitana est une espèce de gymnophiones de la famille des Herpelidae.

## Répartition

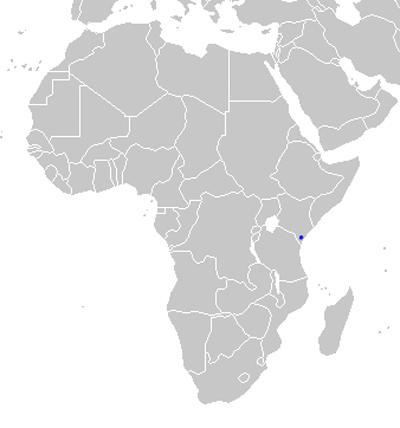
Distribution

Cette espèce est endémique des monts Taita dans le district de Taita-Taveta au Kenya. Elle se rencontre généralement entre 1 430 et 1 910 m d'altitude.

## Description

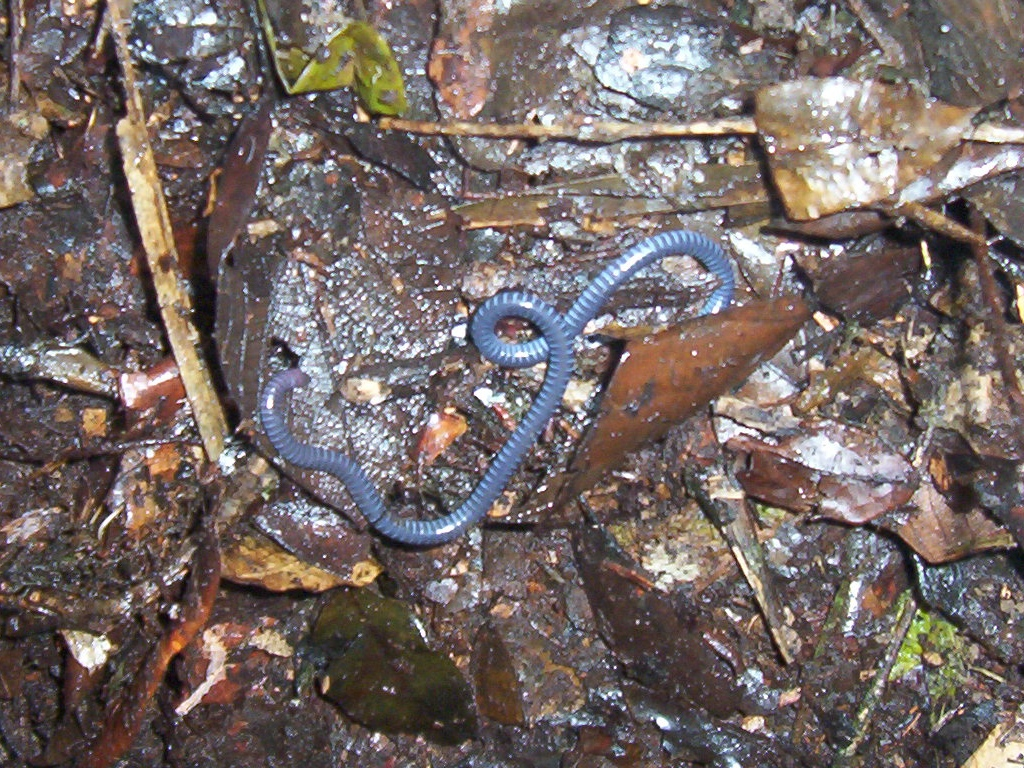
Boulengerula taitana

Cette espèce nourrit ses larves par dermatotrophie. La peau de la femelle, riche en lipides, augmente d'épaisseur, et ses petits s'en nourrissent, grâce à une dent spéciale.

## Étymologie
Son nom d'espèce lui a été donné en référence au lieu de sa découverte.

## Publication originale
- Loveridge, 1935 : Scientific results of an expedition to rain forest regions in eastern Africa. I. New reptiles and amphibians from East Africa. Bulletin of the Museum of Comparative Zoology. Cambridge, Massachusetts, vol. 79, p. 3-19 (texte intégral).